# Майкл Берджес
Майкл Кліфтон Берджес (англ. Michael Clifton Burgess; нар. 23 грудня 1950, Рочестер, Міннесота) — американський політик, член Палати представників США від штату Техас з 2003.
Бакалавр (1972), магістр (1976) Університету Північного Техасу в місті Дентон. У 1977 році закінчив медичний факультет Наукового центру здоров'я Університету Техасу в Г'юстоні. Протягом багатьох років обіймав посаду акушера.
Вважається дуже консервативним республіканцем, особливо з соціальних питань.